# VG-3.1
La Vía de Alta Capacidad Salida 217 de A-52-Noalla es una vía para automóviles de la Junta de Galicia que transcurre entre Gargantós y Noalla, diseñada como una carretera limitada a 90 km/h para ser una vía de corta distancia y de poca Intensidad media diaria (IMD). No cumplen los estándares de doble calzada (autovía), ni esta previstada para la duplicación de esta dicha vía. La longitud de este tramo es de 4,49 kilómetros.
Fue inaugurado en 2020 como ramal a la carretera autónomica gallega OU-525 con el acceso al polígono industrial de San Ciprián de Viñas desde la autovía A-52. Facilita la conexión con la autovía AG-31 a Celanova y permitiendo descongestionar el tráfico desde la Salida 224 de la A-52.

## Tramos
| Denominación | Tramo                                | Kilómetros | Año servicio |
| ------------ | ------------------------------------ | ---------- | ------------ |
| VG-3.1       | AG-31 A-52 Gargantós - OU-525 Noalla | 4,9        | 2020         |

## Salidas
| Velocidad | Esquema | Salida | Sentido Noalla | Carriles | Sentido Gargantós (AG-31 y A-52) | Carretera  | Notas |
| --------- | ------- | ------ | --- | -------- | --- | ---------- | ----- |
|           |         |        | Comienzo de Vía de Alta Capacidad Salida 217 de A-52-Noalla VG-3.1 Procede de: AG-31 A-52 Gargantós                         |          | Fin de Vía de Alta Capacidad Salida 217 de A-52-Noalla VG-3.1 Incorporación final AG-31 A-52 Dirección final: A-52 Allariz Madrid La Mezquita AG-31 La Merca Celanova A-52 Orense Vigo Rante | AG-31 A-52 |       |
|           |         |        | San Bieito 451 metros |          | San Bieito 451 metros |            |       |
|           |         |        | Fin de Vía de Alta Capacidad Salida 217 de A-52-Noalla VG-3.1 Dirección final: OU-525 S. Ciprián Orense OU-525 A-52 Allariz |          | Inicio de Vía de Alta Capacidad Salida 217 de A-52-Noalla VG-3.1 Procede de: OU-525 Noalla                                                                                                   | OU-525     |       |